# Movement, Turns & Switches
Movement, Turns & Switches ist ein Jazzalbum des Oliver Lake String Project. Die von Juni bis Dezember 1996 im Bloomfield College Auditorium in Bloomfield (New Jersey), im Seltzer Sound Studio, New York und in den Waterfront Studios, Amsterdam entstandenen Aufnahmen erschienen 1997 auf dem Label Passin’ Thru.

## Hintergrund
Der Altsaxophonist und Komponist Oliver Lake gehörte zu den wichtigsten Figuren der experimentellen Szene der 1970er-Jahre und habe sich stets weiterentwickelt, schrieb Harvey Pekar. Lake hat alle sechs Stücke auf dem Album für Gruppen komponiert, die von einem Duo mit dem Pianisten Donal Fox und der Geigerin Regina Carter bis zu einem Septett aus Streichquartett, Altsaxophon, Bass und Congas reichen. Für fünf der sechs Stücke von Movement, Turns & Switches verwendete Lake ein Streichquartett mit den Geigerinnen Ashley Horne und Sandra Billingslea, Ashley Horne an der Bratsche und der Cellistin Eileen Folson, hinzu kamen gelegentlich Bassist Belden Bullock und (bei jeweils einem Stück), der Trompeter Kenyatta Beasley (in „Fan Fare Bop“) und Neil Clarke an den Congas (in „Maasai Moves“).

## Titelliste
- Oliver Lake: Movement, Turns & Switches (Passin’ Thru 41210)[3]

1. Fan Fare Bop 5:56
2. Aztec Nu 8:36
3. Movement Turns & Switches 11:27
4. Reminds Me 5:13
5. Input 8:48
6. Maasai Moves 8:56

Die Kompositionen stammen von Oliver Lake.

## Rezeption

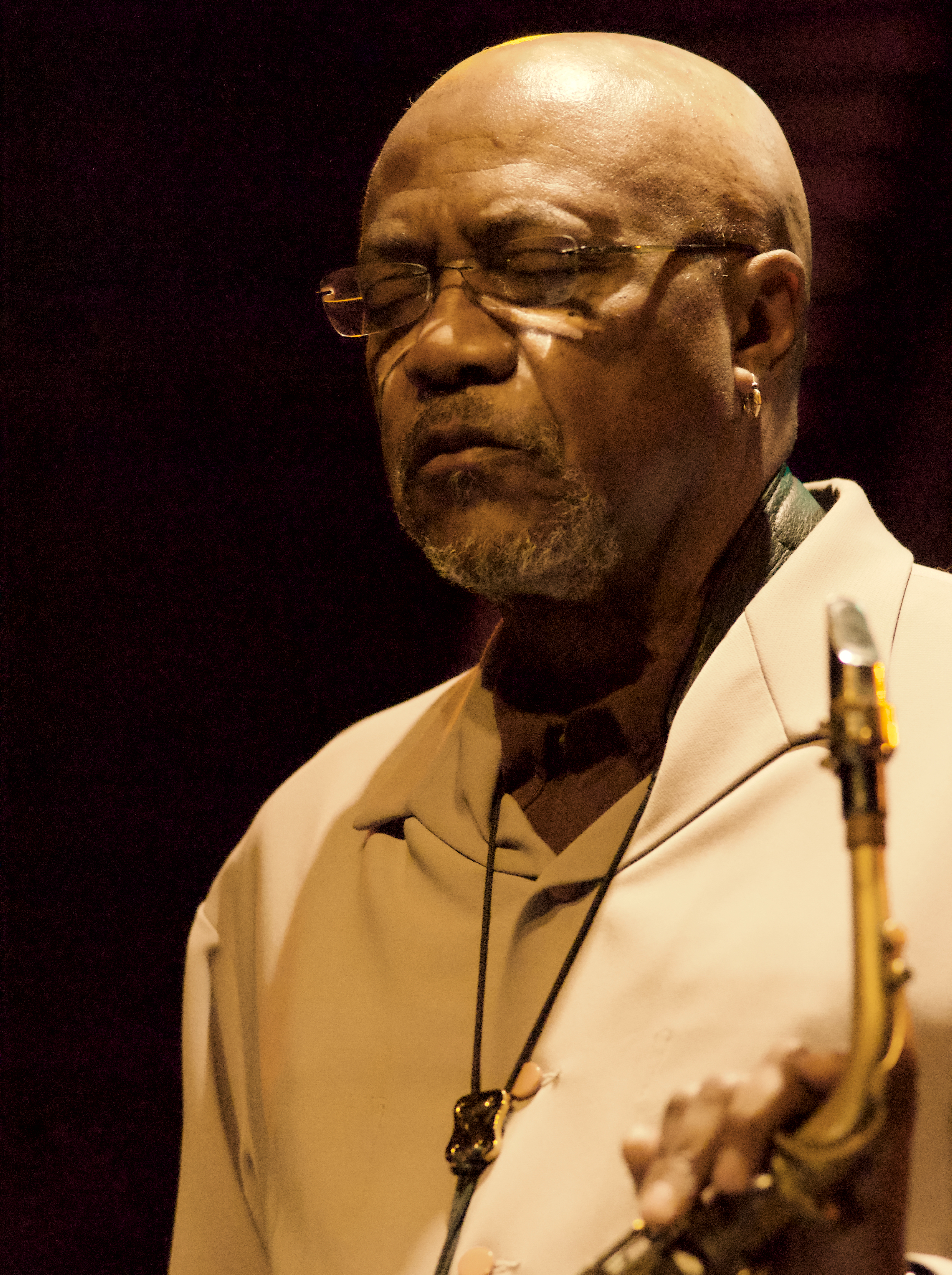
Oliver Lake bei einem Auftritt im Bimhuis Amsterdam, 2014

Scott Yanow verlieh dem Album in Allmusic viereinhalb Sterne und schrieb, dies ist eine durchweg faszinierende Produktion des String Project unter Leitung des Altsaxophonisten Oliver Lake. Dieser werde als Arrangeur und Komponist unterschätzt, da er vor allem für seine Erkundungen [im Bereich des Jazz] bekannt geworden sei. Die Musik ist experimentierfreudig, aber ziemlich kohärent, oft rhythmisch und melodisch, aber sehr offen für fortgeschrittene Ideen. Die Streicher könnten sich hier definitiv entfalten; improvisierte Abschnitte würden dicht in ausgeschriebene Passagen übergehen, daher sei dies manchmal schwierig zu unterscheiden. Lake gestalte seine Solo-Statements prägnant und dämpfe sein Feuer mit dem Wunsch, sich mit den Streichern zu vermischen. Der Abwechslung halber fehle der Bandleader auf dem Titelstück, einem ziemlich schrägen Duett der Geigerin Regina Carter und des Pianisten Donal Fox. Insgesamt sei dies ein Album, das wiederholtes Hören belohne und einer der Höhepunkte von Oliver Lakes produktiver Karriere sei.
Harvey Pekar schrieb in JazzTimes, auch wenn mit der Free-Jazz-Bewegung assoziiert, würden Lake und andere Teilnehmer hier ihre Improvisation größtenteils auf vorgefertigten Strukturen basieren, z. B. Akkordwechsel bei „Fan Fare Bop“ und „Reminds Me“ sowie eine Ostinato-Figur bei „Movement, Turns“ und „Switches“. Bei „Maasai Moves“ gebe es auf Modalem Jazz basiertes Improvisieren. „Aztec Tu“ enthalte offene Improvisation von Lake, und das meist ausgeschriebene „Input“ habe einen freien kollektiven Improvisationsabschnitt. Wiederum enthalte „Fan Fare Bop“ einige boppige improvisierte und ausgeschriebene Passagen. „Aztec Tu“ und „Reminds Me“ hatten hübsche Themen, so der Autor. „Movement, Turns and Switches“ sei geprägt von der modernen klassischen Musik des 20. Jahrhunderts. Lake habe einen hellen, attraktiven Ton und improvisiere hübsche, liedhafte Phrasen zusätzlich zu den vielen Tönen, die hohe Schreie enthalten, für die er bekannt sei. Trompeter Beasley zeige exzellente Technik und frische Ideen.